# Don't Be Afraid of the Dark

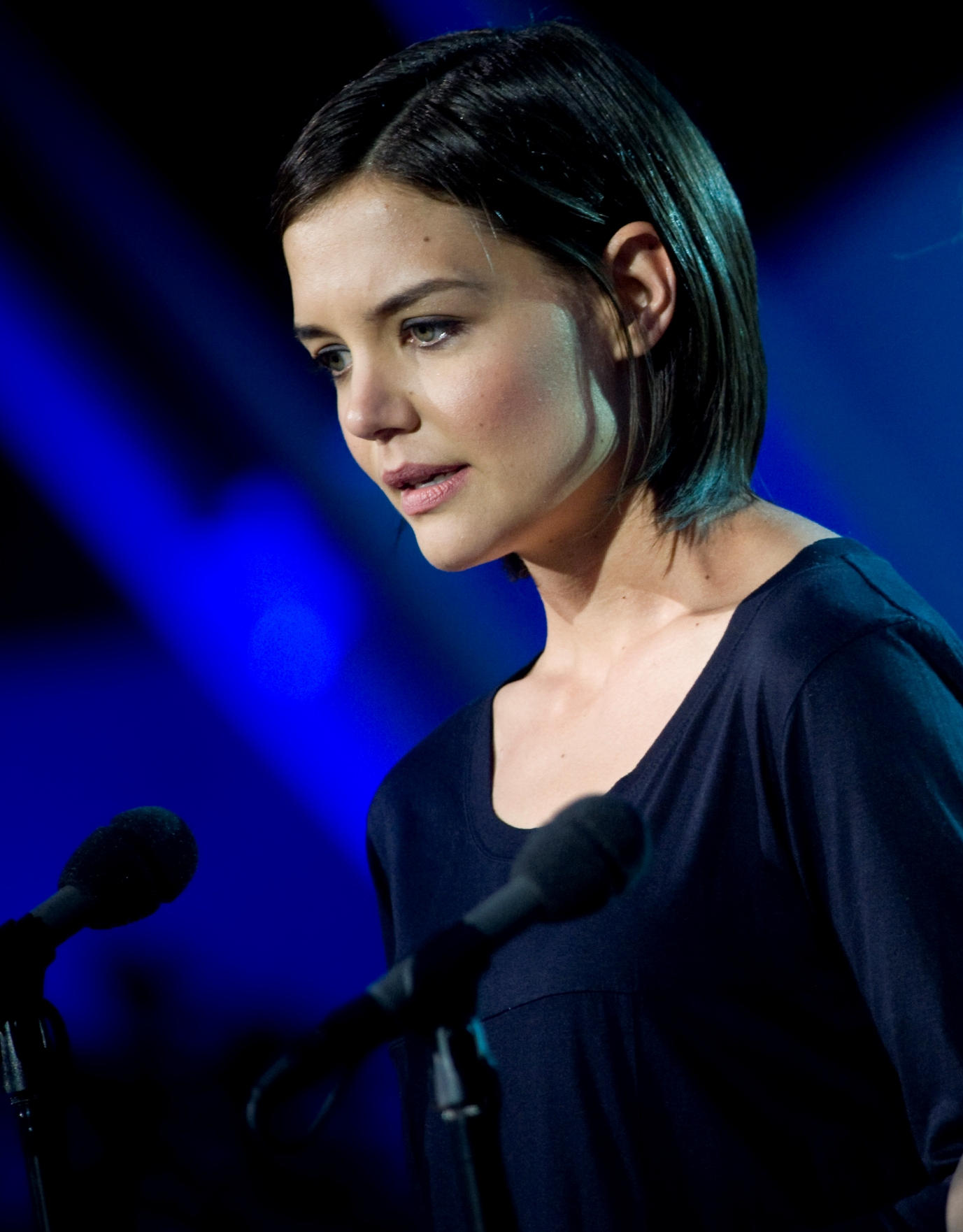
Katie Holmes.

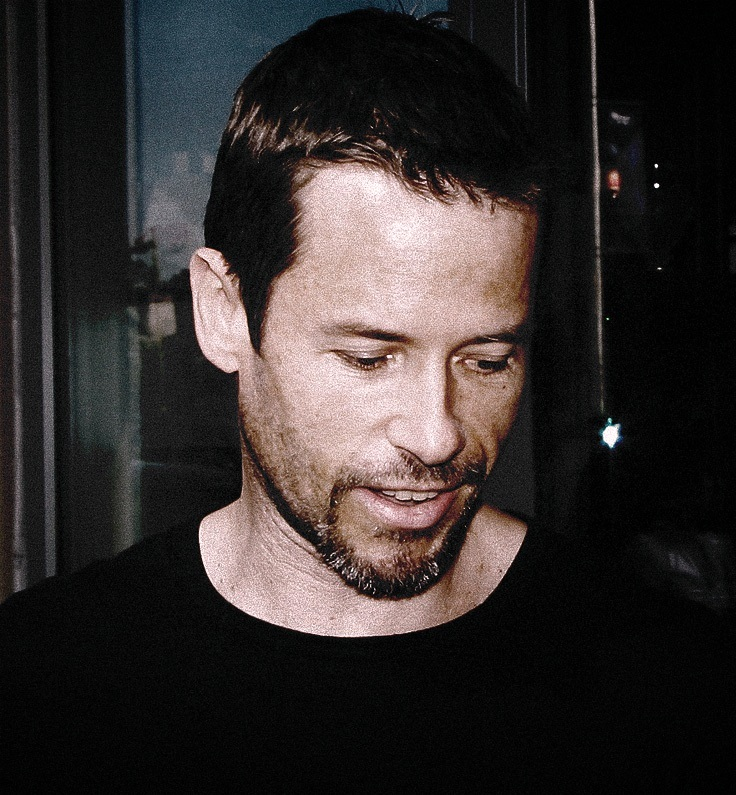
Guy Pearce.

Don't Be Afraid of the Dark es una película de terror escrita por Guillermo del Toro y Matthew Robbins y dirigida por el dibujante de cómics Troy Nixey como un remake de la película hecha para televisión de 1973 del mismo nombre.

## Trama
En la mansión Blackwood, en el Condado de Providence, Rhode Island, el reconocido pintor de fauna, Lord Blackwood convoca a su ama de llaves en el sótano donde regañadientes la mata con un martillo y un cincel. Le quita los dientes, se arranca los propios, y los ofrece a las criaturas misteriosas debajo de un pozo de cenizas dentro de una chimenea antigua; de repente, las criaturas exigen dientes de niños. Blackwood les pide devolver a su hijo secuestrado, sólo para ser arrastrado hasta el agujero de cenizas por las criaturas.
El día de hoy, una niña de 8 años de edad, Sally Hirst llega a Rhode Island para vivir con su padre Alex y su novia Kim, para la restauración de la mansión Blackwood a fin de ponerla en el mercado para su cliente, el Sr. Jacoby. Sally está deprimida ya que a pedido de su madre fue puesta al cuidado de Alex, quien le daba cantidades copiosas de Adderall. En la primera noche de su estancia, la melodía de una luz de noche en forma de carrusel, despierta a las criaturas ocultas en el cenicero. Al día siguiente, Sally vaga por los terrenos y se encuentra un tragaluz en el sótano oculto. Uno de los trabajadores que restauran la casa, el señor Harris, les advierte a Alex y a Kim que no bajen al sótano, aunque lo hacen sin tener en cuenta el peligro. Sally toma interés en la chimenea sellada desde la cual, las criaturas la llaman su nombre y ella sigue las voces misteriosas. "Tengan miedo", está escrito en runas encima de ella.
Sally abre la chimenea para cumplir el deseo de las criaturas y encuentra uno de los dientes de la vieja ama de llaves. Las criaturas rápidamente llegar a ser hostiles, el hurto de la navaja de Alex y la destrucción de la ropa de Kim, hace que Alex culpe inmediatamente a Sally, quien localiza una moneda de plata del siglo XIX en su posesión, misma que se encontraba debajo de su almohada después de que el diente desapareció. Alex y Kim se dirigen a la ciudad en un viaje de negocios y Sally se cuela al sótano para hablar con las criaturas, pero Harris la envía lejos y trata de sellar la chimenea. Las criaturas emergen y brutalmente lo atacan con sus propias herramientas y es hospitalizado. Encuentros cada vez más aterradores de Sally con las criaturas incitan a Alex s llamar a un terapeuta para hablar con ella, mientras dibuja un boceto de una de las criaturas que la atacaron debajo de las sábanas.
Kim visita a Harris en el hospital, quien le dice que encuentren la obra inédita de Lord Blackwood en la biblioteca local. El bibliotecario revela la obra, uno de los cuales es de una criatura a quien describe como siendo como las hadas de los dientes, lo que convierte de vez en cuando a un humano en uno de los suyos. Kim corre a la casa como Sally es atacada de nuevo por las criaturas mientras se baña, al ser un Lord Blackwood transformado y siendo el líder de las criaturas, proclama a las criaturas que harán a Sally uno de los suyos. Kim se encuentra un mural pintado por descubrir a Lord Blackwood en el sótano, que representa a su hijo de ser tomado por debajo del suelo por las criaturas. Kim confronta a Alex que está más interesado en organizar una cena para el Sr. Jacoby y amigos. Sin embargo, finalmente se da cuenta de lo que está sucediendo cuando Sally está atrapada en la biblioteca por las criaturas, pero ella los mantiene a raya mediante el uso de su flash de la cámara para distraerlos.
Alex y Kim deciden huir de la casa con Sally, pero ambos son emboscados por las criaturas y noqueados, Sally trata de despertar a Kim, pero también consigue una emboscada de las criaturas y queda inconsciente. Cuando Sally se despierta, sus pies se han implicado con la cuerda, y las criaturas están empezando a arrastrarla hasta el sótano en su transformación. Kim se despierta y baja en el sótano para hacer frente a las criaturas, cortando la cuerda alrededor de los pies de Sally, pero solo para llegar a sí misma en las cuerdas y su pierna rota por ella mientras lucha por liberarse. Las criaturas arrastran a Kim en la chimenea, como a Sally angustiada aplasta a la criatura que solía ser Lord Blackwood, al morir con una linterna grande. Alex llega justo cuando desaparece Kim, y el padre y la hija lloran por su pérdida.
Algún tiempo después, ambos vuelven a la mansión abandonada para dejar un dibujo de Kim allí. Después de salir, una fuerte corriente tira el dibujo al sótano, en la guarida de las criaturas; la entrada ahora atornillada con el metal. A Kim transformada como la nueva líder, se oye en convencer a las criaturas a permanecer en la clandestinidad - para que la gente olvidará en el tiempo, y que otros vendrán y que "tienen todo el tiempo del mundo".

## Elenco
- Bailee Madison - Sally Hirst
- Katie Holmes - Kim
- Guy Pearce - Alex Hirst
- Alan Dale - Jacoby
- Jack Thompson - Harris
- Julia Blake - Mrs. Underhill
- Garry McDonald - Lord Emerson Blackwood
- Edwina Ritchard - Ama de llaves (Señora Winter)
- Nicholas Bell - Psiquiatra
- James Mackay - Bibliotecario

## Producción
La película es protagonizada por Bailee Madison, Katie Holmes y Guy Pearce.
La filmación comenzó en julio de 2009 en Melbourne, Australia, en Docklands Studios Melbourne y entró en posproducción en septiembre. Troy Nixey narró la película en la Convención Internacional de Cómics de San Diego.